# Cicadulina anestae
Cicadulina anestae är en insektsart som beskrevs av Van Rensburg 1983. Cicadulina anestae ingår i släktet Cicadulina och familjen dvärgstritar. Inga underarter finns listade i Catalogue of Life.